# Cal Xuclà (Cervera)
Cal Xuclà és una obra de Cervera (Segarra) protegida com a Bé Cultural d'Interès Local.

## Descripció
Edifici entre mitgeres, situat al carrer Major, eix vertebrador del nucli antic del municipi. L'immoble es desenvolupa en planta baixa i tres pisos. La planta baixa està conformada per dues obertures, d'accés a l'habitatge pròpiament dit i als despatxos. Aquestes dues obertures, de llinda plana i amb marcs motllurats de pedra configuren els dos eixos verticals de la façana. El parament de la façana està fet a base d'aplacats de pedra formant línies horitzontals, juntament amb senzilles línies d'esgrafiat amb motius vegetals que contribueixen a delimitar cada una de les plantes. Les obertures dels tres pisos -dos a cada un- són decreixents en alçada, de llinda plana i senzill emmarcament. Les del primer pis estan unides per una sola balconada, mentre les del segon pis ja presenten sengles balcons; les de l'última planta, visiblement més petites, també tenen un balcó cada una, però més senzilles que les precedents. Tots els balcons són de forja, seguint el pla vertical de la façana però decorats -sobretot el del primer pis- amb abundants motius geomètrics.